# Botryllus horridus
Botryllus horridus is een zakpijpensoort uit de familie van de Styelidae. De wetenschappelijke naam van de soort is voor het eerst geldig gepubliceerd in 2003 door Saito & Okuyama.